# Synallaxe strié
Leptasthenura striata
Espèce
Synonymes
- Synallaxis striata Philippi & Landbeck, 1863
(protonyme)

Statut de conservation UICN

 LC  : Préoccupation mineure
Le Synallaxe strié (Leptasthenura striata), aussi appelé Fournier strié est une espèce de passereaux de la famille des Furnariidae. Il a été décrit par Rodolfo Armando Philippi et par Christian Ludwig Landbeck en 1863.

## Répartition

Répartition de l'espèce en Amérique du Sud.

Le Synallaxe strié vit dans l'Ouest du Pérou et le Nord-Ouest du Chili.

## Sous-espèces
Cet oiseau est représenté par trois sous-espèces :
- Leptasthenura striata superciliaris du Centre-Ouest du Pérou ;
- Leptasthenura striata albigularis du Sud-Ouest du Pérou ;
- Leptasthenura striata striata de l'extrême Sud-Ouest du Pérou et du Nord-Ouest du Chili.